# Armageddon (filme)
Armageddon (bra/prt: Armageddon) é um filme norte-americano de 1998, gêneros drama, ficção científica e catástrofe, dirigido por Michael Bay, produzido por Jerry Bruckheimer e lançado pela Touchstone Pictures. O filme acompanha um grupo de operários petrolíferos enviado pela NASA para destruir um gigantesco asteróide em rota de colisão com a Terra. O elenco do filme inclui Bruce Willis, Ben Affleck, Billy Bob Thornton, Liv Tyler, Owen Wilson, Will Patton, Peter Stormare, William Fichtner, Robert Duvall, Michael Clarke Duncan, Keith David e Steve Buscemi.
O título do filme provém da grande tragédia relatada na Bíblia. A banda sonora do filme conta com várias canções da banda de hard rock Aerosmith, entre as quais o êxito I Don't Want to Miss a Thing. Liv Tyler, filha do vocalista da banda, Steven Tyler, fazia parte do elenco.
Armageddon estreou nos cinemas apenas dois meses e meio depois de um filme baseado numa história similar, Impacto Profundo, realizado por Mimi Leder com Robert Duvall e Morgan Freeman. Armageddon teve melhor resultado de bilheteira, enquanto que os astrônomos descreveram Impacto Profundo como sendo mais cientificamente preciso. Ambos os filmes foram igualmente recebidos pelos críticos de cinema. Armageddon foi um sucesso internacional de bilheteira, apesar de ter gerado algumas críticas negativas dos críticos. Tornou-se o filme mais visto do ano, superando o filme de guerra de Steven Spielberg, O Resgate do Soldado Ryan.

## Sinopse
Após uma chuva de meteoritos destruir um vaivém espacial em órbita e devastar uma parte de Nova York, um astrónomo descobre que essa chuva foi causada por um asteróide do tamanho do estado do Texas em rota de colisão com a Terra, que se desloca a uma velocidade média de 35.000 km/h. Quando o impacto se concretizar, qualquer forma de vida deixará de existir, até as bactérias.
Para salvar o planeta, os cientistas da NASA chegam finalmente a uma ideia diferente mas viável: perfurar o asteroide e detonar bombas nucleares em seu interior. Para isso, chamam Harry S. Stamper, chefe de uma plataforma de petróleo, para aconselhar os astronautas da NASA acerca do trabalho de perfuração no asteroide. Stamper insiste que a única forma de levar a missão a bom porto é ir ele mesmo e levar junto a sua equipa habitual. Esta é constituída por indivíduos cujo perfil está longe do de um astronauta, incluindo ex-reclusos, apostadores e predadores sexuais. Na mesma inclui-se também A.J. (Ben Affleck), o namorado de Grace (Liv Tyler), filha de Stamper. Apesar da oposição geral, a NASA cede, dividindo duas equipas em dois vaivéns espaciais: Freedom, com uma equipa liderada por Stamper e Independence, cuja equipa é liderada por A.J.
As equipas partem para o espaço, parando na estação espacial Mir para reabastecer os vaivéns antes de seguirem para o asteróide. Devido a uma fuga de combustível, a operação quase resulta em catástrofe. A Mir acaba destruída, mas ambas as equipas escapam ilesas, levando consigo o único habitante da estação, o astronauta russo Lev Andropov (Peter Stormare).
No aproximação ao asteroide, o Independence é atingido por detritos e despenha-se na superfície. A.J., Andropov e Bear (Michael Clarke Duncan) são os únicos sobreviventes. Os três embarcam no "Armadilho" (veículo de perfuração) e procuram chegar junto da equipa do Freedom, que aterrou no asteroide e começou o trabalho de perfuração, mas que acaba por perder o seu equipamento e um membro da equipa devido a uma explosão. Quando tudo parece perdido, A.J. chega finalmente ao local. A equipa consegue perfurar até à profundidade desejada e colocar a bomba na posição planeada para destruir o asteroide, mas uma avaria faz com que um dos membros da equipa tenha de ficar para trás para a detonar. Após tirarem à sorte, A.J. é incumbido da tarefa. Stamper acompanha-o até à saída, e acaba por empurrá-lo de novo para dentro do vaivém.
Depois de se despedir de Grace, Stamper detona a bomba, conseguindo dividir o asteroide ao meio e salvando a humanidade da extinção.

## Elenco

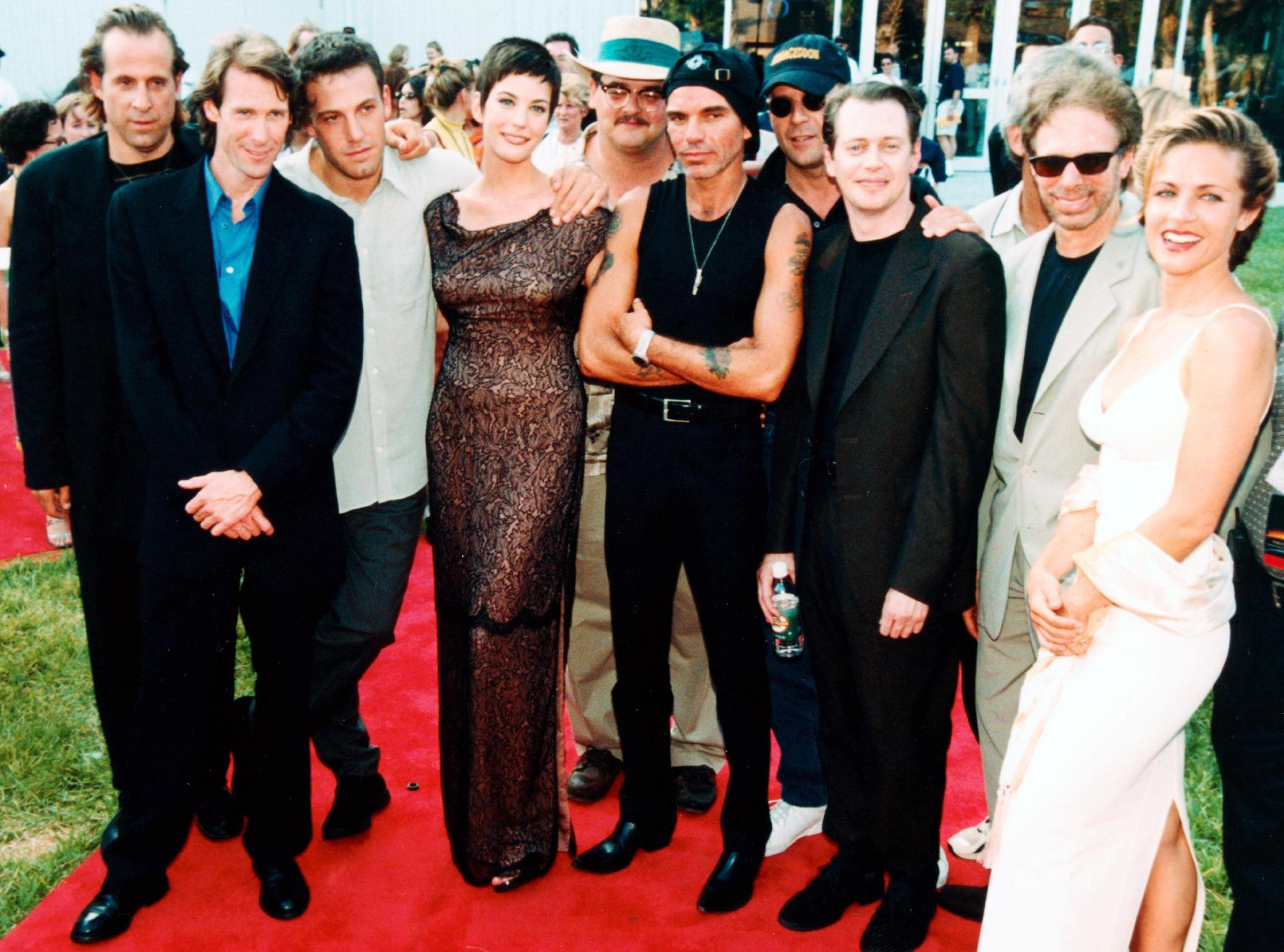
Integrantes do longa-metragem na sua estreia, em 1998

- Bruce Willis como Harry S. Stamper
- Ben Affleck como A.J. Frost
- Billy Bob Thornton como Dan Truman
- Liv Tyler como Grace Stamper
- Will Patton como Charles Chapple
- Steve Buscemi como Rockhound
- William Fichtner como coronel William Sharp
- Owen Wilson como Oscar Choi
- Michael Clarke Duncan como Jayotis Kurleenbear
- Peter Stormare como Lev Andropov
- Ken Hudson Campbell como Max Lennert
- Jessica Steen como Jennifer Watts
- Keith David como general Kimsey
- Chris Ellis como Walter Clark
- Jason Isaacs como Ronald Quincy
- Stanley Anderson como presidente dos Estados Unidos
- Udo Kier como psicólogo
- John Aylward como Dr. Banks
- Charlton Heston como narrador - voz
- Michael Bay como cientista da NASA
- Forest Whitaker como cientista da NASA

## Produção
Em maio de 1998, o presidente da Disney Studio, Joe Roth ampliou o orçamento do filme em US$3 milhões para incluir mais cenas de efeitos especiais. Estas imagens adicionais, realizadas apenas dois meses antes do lançamento do filme, foram especificamente adicionadas para a campanha publicitária na televisão de forma a diferenciar o filme de Impacto Profundo, que foi lançado alguns meses antes.

## Lançamento
Antes do lançamento de Armageddon, o filme foi anunciado no Super Bowl XXXII, com um custo de US$ 2.6 milhões.
Armageddon foi lançado em 1 de Julho de 1998, em 3,127 cinemas nos Estados Unidos e Canadá. Ele ficou em primeiro lugar nas bilheterias, com um fim de semana de abertura bruto de US$36 milhões. O filme arrecadou US$201.6 milhões nos Estados Unidos e Canadá, e US$352.1 milhões dólares em outros territórios para um total mundial de US$553.7 milhões dólares. Foi o filme de maior bilheteria internacional de 1998 e o segundo filme de maior bilheteria daquele ano nos Estados Unidos, ficando atrás apenas de O Resgate do Soldado Ryan.
Apesar da má recepção crítica, uma edição em DVD de Armageddon foi lançada pela The Criterion Collection, uma distribuidora de filmes especialista principalmente de filmes de arte e filmes considerados "clássicos e contemporâneos importantes" e "cinema no seu melhor" . Num ensaio de apoio à seleção de Armageddon, a estudiosa de cinema Jeanine Basinger, que ensinou Michael Bay na Universidade Wesleyan, afirma que o filme é "uma obra de arte de um artista de vanguarda que é um mestre do movimento, da luz , da cor da forma e também do caos, do espectáculo e da explosão " , vendo o filme como uma celebração do homem operário: "Este filme enobrece estes homens comuns, elevando os seus esforços a um evento épico." Além disso, Basinger afirma que, nos primeiros momentos do filme, todos os personagens principais estão bem estabelecidos , dizendo: "Se isso não é saber escrever argumentos, eu não sei o que é". O filme também foi lançado em Blu-ray disc em 2010. No entanto, o Blu-Ray é uma edição padrão da Touchstone Pictures e tem apenas algumas características especiais.

## Recepção crítica
Armageddon recebeu na sua maioria críticas negativas por parte dos críticos de cinema, que implicaram principalmente com "o ritmo furioso da edição". O filme está na lista dos filmes mais odiados de Roger Ebert. Em sua revisão original, Ebert afirmou: "O filme é um ataque sobre os olhos, os ouvidos, o cérebro, o senso comum e o desejo humano de se divertir". Todd McCarthy, da Variety, também deu ao filme uma crítica negativa, observando o estilo de corte rápido de Michael Bay: "Grande parte da confusão, bem como a falta de ritmo dramático ou desenvolvimento do carácter, resulta directamente estilo de corte de Bay, que se assemelha a uma metralhadora presa na posição de disparo, durante 2 horas e meia." O filme tem uma cumulativo de 40% "rotten" classificação no Rotten Tomatoes, ao conseguir uma pontuação total de 42% no Metacritic.
De acordo com Bruce Joel Rubin, autor de Impacto Profundo, um presidente de produção da Disney fez anotações sobre tudo o que o escritor disse durante o almoço sobre seu roteiro e Armageddon iniciada como um filme contra a Disney.
Em abril de 2013, em uma entrevista para a Miami Herald para promover Pain & Gain, Bay foi citado como tendo dito:
...Tivemos que fazer todo o filme em 16 semanas. Foi uma grande empresa. Isso não era justo para o filme. Gostaria de refazer todo o terceiro ato se eu pudesse. Mas o estúdio literalmente levou o filme para longe de nós. Foi terrível. Meu supervisor de efeitos visuais teve um colapso nervoso, então eu tinha que ser responsável por isso. Chamei James Cameron e perguntei 'O que você faz quando você está fazendo todos os efeitos você mesmo?" Mas o filme foi bem.
Algum tempo depois que o artigo foi publicado, Bay corrigiu sua posição, alegando que ele estava orgulhoso do filme, e acusou o autor do artigo para a tomada de suas palavras fora de contexto. O autor do artigo, Miami Herald escritor Rene Rodriguez afirmou: "NBC me pediu uma resposta, e eu joguei-os a fita e eu joguei-os a fita. Eu não parafraseei ninguém. Todos os sites que pegou a história fez."

## Principais prêmios e indicações
O filme foi indicado a quatro Oscars no Oscar 1999: Melhor Som (Kevin O'Connell, Greg P. Russell e Keith A. Wester), Melhores Efeitos Especiais, Melhores Efeitos Sonoros e Melhor Canção Original (I Don't Want to Miss a Thing, interpretada por Aerosmith). O filme recebeu os Saturn Awards de Melhor Direção e Melhor filme de ficção científica (onde é amarrada com Dark City). Ele também foi indicado para sete prêmios Framboesa de Ouro incluindo: Pior Ator (Bruce Willis), Pior Filme, Pior Diretor, Pior Roteiro, Pior Atriz Coadjuvante (Liv Tyler), Pior Casal Tela (Tyler e Ben Affleck) e Pior Canção Original . Apenas um Framboesa de Ouro foi adjudicado: Bruce Willis recebeu o prêmio de Pior Ator por Armageddon, além de suas aparições na Mercury Rising e The Siege, ambos lançados no mesmo ano como este filme.
Oscar 1999 (EUA)
- Indicado nas categorias de melhores efeitos visuais (Richard R. Hoover, Pat McClung e John Frazier), melhor edição de som (George Watters II), melhor melhor mixagem de som (Kevin O'Connell, Greg P. Russell e Keith A. Wester) e melhor canção (Aerosmith pela canção I Don't Want To Miss A Thing).

Saturn Award 1999 (EUA)
- Venceu na categoria de melhor diretor (Michael Bay) e melhor filme de ficção científica.
- Indicado nas categorias de melhor ator (Bruce Willis), melhor figurino (Michael Kaplan e Magali Guidasci), melhor música (Trevor Rabin), melhores efeitos especiais e melhor ator coadjuvante (Ben Affleck).

Academia Japonesa 1999 (Japão)
- Indicado na categoria de melhor filme estrangeiro.

Framboesa de Ouro (EUA)
- Venceu na categoria de pior ator (Bruce Willis).
- Indicado nas categorias de pior diretor, pior canção original, pior filme, pior dupla (Ben Affleck e Liv Tyler), pior roteiro (Jonathan Hensleigh e J.J. Abrams) e pior atriz coadjuvante (Liv Tyler).

Satellite Award 1999 (EUA)
- Venceu na categoria de melhor canção original para cinema.
- Indicado na categoria de melhor efeitos visuais em cinema.

## Precisão científica
Em entrevista à Entertainment Weekly, Michael Bay admitiu que a premissa central do filme, "que [NASA] poderia realmente fazer algo em uma situação como esta", era irrealista. Robert Roy Pool, que ajudou no roteiro, afirmou que seu roteiro, no qual um dispositivo antigravidade é usada para desviar um cometa de um curso de colisão com a Terra, era "muito mais de acordo com a pesquisa ultra-secreta". No entanto, o maior Asteróide Potencialmente Perigoso (PHA) conhecido é (53319) 1999 JM8, que tem apenas 7 quilômetros (4,3 mi) de diâmetro. Além disso, perto do final dos créditos, há um aviso dizendo: "Administração Nacional da Aeronáutica e do Espaço de cooperação e assistência não reflete um endosso do conteúdo do filme ou o tratamento dos personagens nela representados".
Em 2012, depois de uma análise matemática da situação, um artigo intitulado "Bruce Willis poderia salvar o mundo?" foi publicado no Special Physics Topics Journal. Constatou-se que para a abordagem de Willis para ser eficaz, ele precisaria estar na posse de uma bomba H de um bilhão de vezes mais forte do que a "Tsar Bomba" da União Soviética, a maior já detonada na Terra. Usando estimativas do tamanho do asteróide, densidade, velocidade e distância da Terra com base em informações do filme, os alunos de pós-graduação da Universidade de Leicester descobriram que dividir o asteróide em dois exigiria 800 trilhões de terajoules de energia. Em contrapartida, a produção total de energia de "Tsar Bomba" , que foi testado pela União Soviética em 1961, era de apenas 418,000 terajoules.

## Acidente do ônibus espacial Columbia
Após o desastre do Columbia em 2003, algumas capturas de tela da cena de abertura onde Atlantis é destruído foram mostradas de forma fraudulenta como sendo imagens de satélite do desastre. Além disso, em resposta ao desastre, o canal FX tirou Armageddon do horário da noite e substituiu-o por Aliens.

## Romantização
A romantização foi escrita por C. Bolin, baseado no roteiro escrito por Jonathan Hensleigh, J. J. Abrams, Tony Gilroy e Shane Salerno e a história por Jonathan Hensleigh e Robert Pool.

## Parque de diversões atração
Armageddon – Les Effets Speciaux é uma atração baseada em Armageddon no Walt Disney Studios Park localizado na Disneyland Resort Paris. A atração simula a cena no filme em que a Estação Espacial Russa é destruída Michael Clarke Duncan ("Bear" no filme) aparece no pré-show.